# Гаскин, Майлз
Майлз Гаскин (англ. Myles Gaskin, 15 февраля 1997, Линвуд, Вашингтон) — американский футболист, раннинбек клуба НФЛ «Майами Долфинс».

## Биография
Майлз Гаскин родился 15 февраля 1997 года в Линвуде в штате Вашингтон, куда его родители ранее переехали из Атланты. Спортом он начал заниматься в детском клубе в Олдервуде, играл в баскетбол, бейсбол, европейский и американский футбол. По настоянию родителей Гаскин поступил в старшую школу О’Дей в Сиэтле, где учился его старший брат. Во время обучения там главным для него стал футбол. В 2013 году его признали Игроком года в нападении в дивизионе, а в выпускной год в составе школьной команды он набрал 1 399 ярдов и занёс 25 тачдаунов. Кроме этого Майлз играл на позиции сэйфти и был специалистом по возвратам. Также он представлял школу на соревнованиях по лёгкой атлетике, выигрывал чемпионат городской лиги Сиэтла в беге на 100 метров и эстафете 4 по 400 метров. 

### Любительская карьера
В составе команды Вашингтонского университета Гаскин дебютировал в сезоне 2015 года. Он сыграл во всех матчах турнира, набрав на выносе 1 302 ярда и сделав 14 тачдаунов. Он стал первым в истории футбольной программы университета новичком, который набрал более выносных 1 000 ярдов. В Даллас Боуле, где «Вашингтон Хаскис» обыграли «Сазерн Мисс Голден Иглз» со счётом 44:31, Майлз набрал 181 ярд, занёс четыре тачдауна и был признан MVP игры. По итогам года он получил командную награду Выдающемуся игроку нападения.
В сезоне 2016 года Гаскин принял участие в четырнадцати играх, набрав 1 373 ярда. В игре с «Орегоном» он установил личный рекорд, набрав 197 ярдов за 16 попыток выноса. Набрать более 1 000 ярдов ему удалось и в 2017 году. Майлз стал третьим игроком в истории «Вашингтон Хаскис», добившимся подобного результата, после Наполеона Кауфмана и Криса Полка. Также по ходу сезона он побил рекорд университета по общему числу выносных тачдаунов за карьеру. 
Заключительный год студенческой карьеры Гаскин закончил с 1 268 ярдами и стал первым в истории конференции игроком, набиравшим более 1 000 в четырёх сезонах. Превзойти отметку в 1 200 ярдов в течение четырёх лет подряд до него удавалось только бегущему «Висконсина» Рону Дейну. Всего за время выступлений за Хаскис Майлз набрал 5 323 ярда и сделал 57 выносных тачдаунов. Оба показателя стали рекордными для университета.

#### Статистика выступлений в NCAA
| Сезон | Команда          | Игры | Приём | Приём | Приём | Приём | Вынос | Вынос | Вынос | Вынос |
| Сезон | Команда          | Игры | Rec   | Yds   | Y/A   | TD    | Att   | Yds   | Y/A   | TD    |
| ----- | ---------------- | ---- | ----- | ----- | ----- | ----- | ----- | ----- | ----- | ----- |
| 2015  | Вашингтон Хаскис | 13   | 6     | 19    | 3,2   | 0     | 227   | 1 302 | 5,7   | 14    |
| 2016  | Вашингтон Хаскис | 14   | 19    | 137   | 7,2   | 1     | 237   | 1 373 | 5,8   | 10    |
| 2017  | Вашингтон Хаскис | 13   | 19    | 232   | 12,2  | 3     | 222   | 1 380 | 6,2   | 21    |
| 2018  | Вашингтон Хаскис | 12   | 21    | 77    | 3,7   | 1     | 259   | 1 268 | 4,9   | 12    |
| Всего | Всего            | 52   | 65    | 465   | 7,2   | 5     | 945   | 5 323 | 5,6   | 57    |

### Профессиональная карьера
Перед драфтом НФЛ 2019 года аналитик сайта Bleacher Report Мэтт Миллер отмечал, что клубы лиги могут рассматривать Гаскина как раннинбека, специализирующегося на третьих даунах, способного играть на приёме, но не выделяющегося атлетизмом. К плюсам игрока он относил его высокую результативность в период игры в университете, надёжную работу руками, видение поля, готовность к жёстким контактам с защитниками. Минусами назывались скромные антропометрические данные, низкую стартовую скорость для игрока таких габаритов, неэффективность при выносах по центру между тэклам защиты, слабые навыки обыгрыша защитников за счёт движения и прямолинейность.
Гаскин был задрафтован клубом «Майами Долфинс» в седьмом раунде. Контракт с командой он подписал 9 мая 2019 года. В дебютном для себя сезоне Майлз набрал 184 ярда в 43 попытках выноса и занёс один тачдаун. Чемпионат для него завершился досрочно из-за травмы ноги: 24 декабря «Долфинс» внесли его в список травмированных.

#### Статистика выступлений в НФЛ

##### Регулярный чемпионат
| Сезон | Команда        | Игры | Приём | Приём | Приём | Приём | Вынос | Вынос | Вынос | Вынос |
| Сезон | Команда        | Игры | Rec   | Yds   | Y/A   | TD    | Att   | Yds   | Y/A   | TD    |
| ----- | -------------- | ---- | ----- | ----- | ----- | ----- | ----- | ----- | ----- | ----- |
| 2019  | Майами Долфинс | 7    | 7     | 51    | 7,3   | 0     | 36    | 133   | 3,7   | 1     |
| 2020  | Майами Долфинс | 3    | 15    | 91    | 6,1   | 0     | 38    | 152   | 4,0   | 0     |
| Всего | Всего          | 10   | 22    | 142   | 6,5   | 0     | 74    | 285   | 3,9   | 1     |

* На 3 октября 2020